# I Can't Explain
"I Can't Explain" is een nummer van de Britse rockband The Who. Het is de allereerste single van de band onder de naam The Who. Eerder had de band in ongeveer dezelfde formatie, onder de naam The High Numbers, de single "Zoot Suit" een jaar eerder uitgegeven. Het nummer werd geschreven door songwriter-gitarist Pete Townshend, en geproduceerd door Shel Talmy. Het nummer werd uitgegeven op de A-kant van de plaat.
"I Can't Explain" werd ook uitgegeven als het openingsnummer van het compilatie-album "Meaty Beaty Big and Bouncy" uit 1971. In de liner notes merkt Townshend op dat het nummer overeenkomsten vertoont met de gelijktijdige hitsingle "You Really Got Me", van The Kinks: "Het kan niet beschuldigd worden als een kopie van The Kinks. Er is weinig te zeggen over hoe ik dit schreef. Het kwam uit mijn kleine teen toen ik 18 en een half was." "I Can't Explain" wordt door The Who op bijna alle live-concerten gespeeld als eerste of tweede nummer in de setlist. Een van die live-versies is te horen op het live-album "Live at Leeds"; een ander is te horen op de disc/DVD "Live at Lyon", die als extra disc te koop is bij het album "Endless Wire" (2006).
De intro-gitaarriff is eindeloos vaak gecoverd, wat goed laat zien hoe zeer The Who van invloed is geweest op de rockmuziek. Voorbeelden van deze covers zijn de twee nummers "Clash City Rockers" en "Guns on the Roof" van The Clash. De achtergrondzang werd verzorgd door de Engelse close-harmony groep The Ivy League, van de bescheiden hit Tossing and Turning.
Een snipper van het nummer werd ook door Elton John gebruikt in zijn coverversie van "Pinball Wizard" voor de soundtrack van de film Tommy uit 1975.
David Bowie nam een versie van het nummer op voor zijn album "Pin Ups" uit 1973. Het werd ook gecoverd door de heavymetalband Scorpions in 1989.
De originele versie van The Who is geplaatst op nummer #371 van Rolling Stone's lijst van de 500 Greatest Songs of All Time.